# Cristuru Secuiesc
Cristuru Secuiesc (in dialetto sassone Ängersch-Kretz, in ungherese Székelykeresztúr , in tedesco Kreuz) è una città della Romania di 10 365 abitanti, ubicata nel distretto di Harghita, nella regione storica della Transilvania.
Fanno parte dell'area amministrativa anche le località di Beteşti e Filiaş.
La maggioranza della popolazione (circa il 95%) è di etnia Székely.
La città, durante il dominio del Regno d'Ungheria, faceva parte del comitato di Udvarhely.

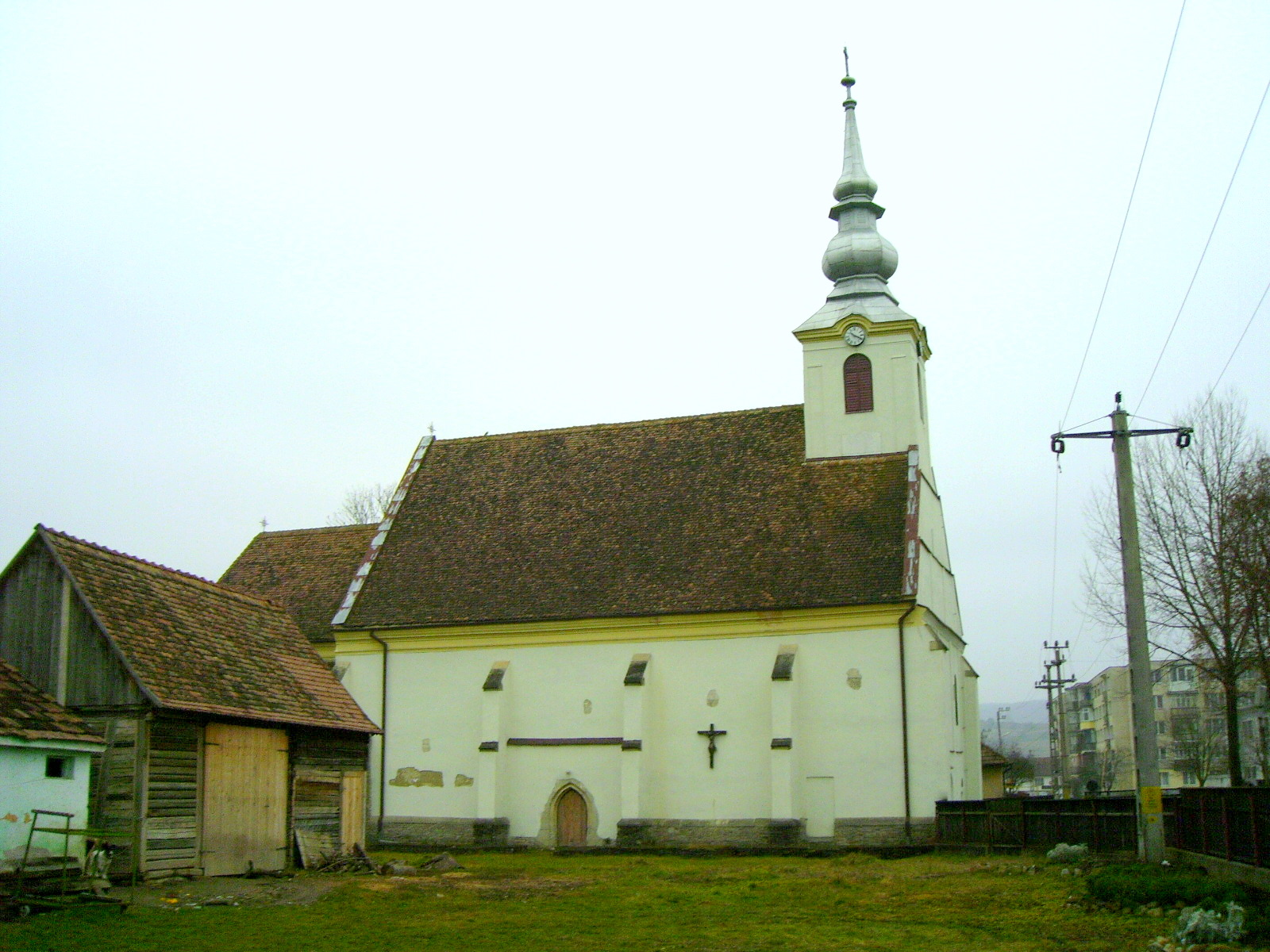
La chiesa cattolica
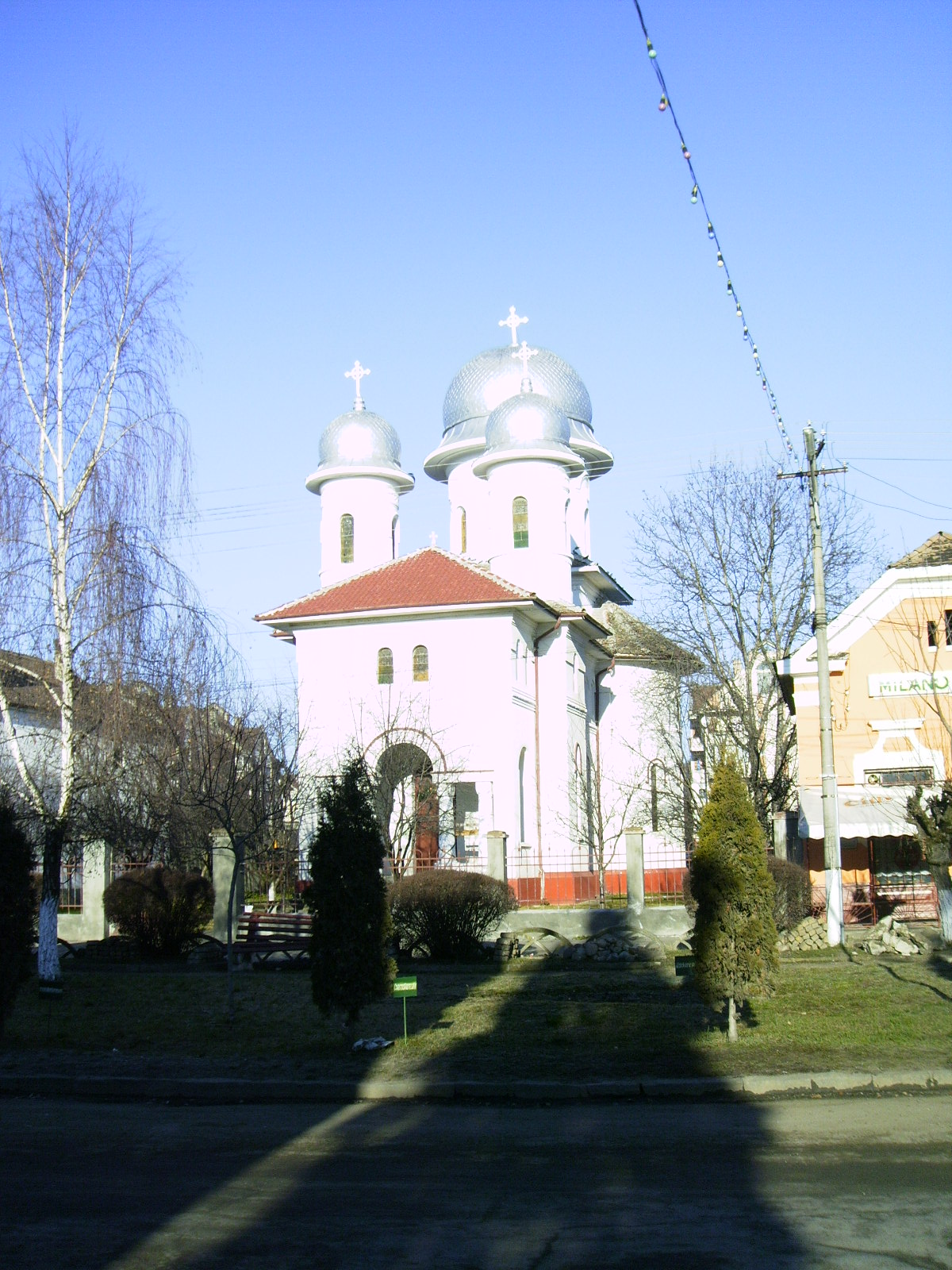
La chiesa ortodossa
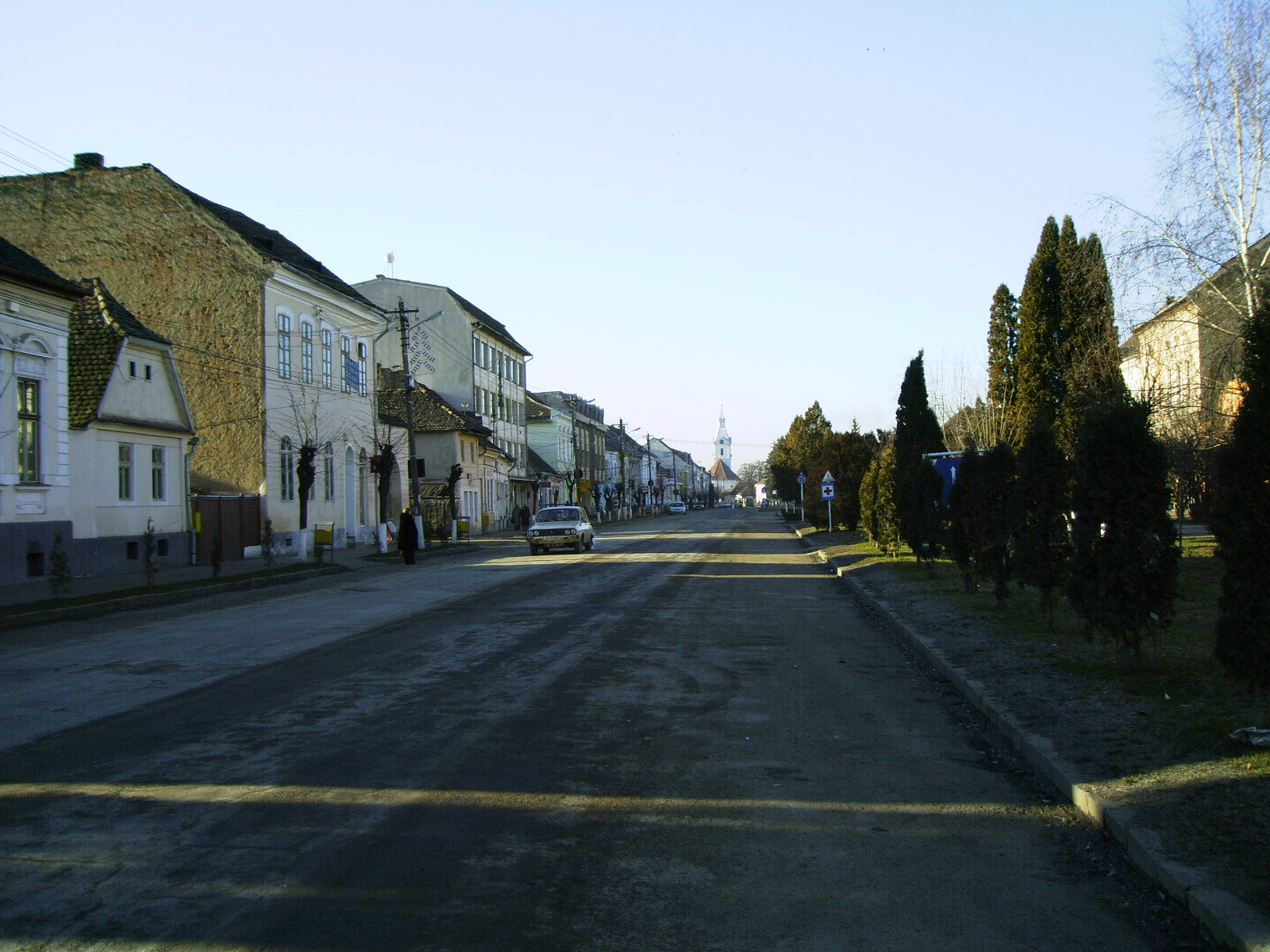
Piazza della Libertà